# Artocarpus
Genre
Classification APG III (2009)
Artocarpus est un genre de plantes à fleurs de la famille des Moraceae. Ce sont des arbres ou des arbustes tropicaux originaires d'Asie du Sud-Est et du Pacifique. Il comprend notamment des espèces alimentaires comme l'arbre à pain (Artocarpus altilis) ou le jacquier (Artocarpus heterophyllus).

## Étymologie
Le nom scientifique Artocarpus, attesté dans la nomenclature de Carl von Linné, est composé du grec artos (άρτος) « pain » et de karpos (καρπός) « fruit », car le fruit à pain, riche en amidon, est doué des propriétés alimentaires du pain.

## Liste d'espèces et sous-espèces
Ce genre contient 176 d'espèces répertoriées, dont une soixantaine considérées comme valides en 2012.
Parmi elles :

Selon ITIS (30 nov. 2012) et Catalogue of Life (30 nov. 2012) :
- Artocarpus altilis (Parkinson) Fosberg - Arbre à pain
- Artocarpus elasticus Reinw.
- Artocarpus heterophyllus Lam. - Jacquier
- Artocarpus hirsutus Lam.
- Artocarpus integer (Thunb.) Merr. - Cempedak
- Artocarpus mariannensis Trécul
- Artocarpus odoratissimus Blanco - Madang
- Artocarpus rigidus Blume
- Artocarpus tamaran Becc.

Selon NCBI (30 nov. 2012) :
- Artocarpus altilis
- Artocarpus anisophyllus
- Artocarpus annulatus
- Artocarpus blancoi
- Artocarpus camansi
- Artocarpus chama
- Artocarpus dadah
- Artocarpus elasticus
- Artocarpus excelsus
- Artocarpus fulvicortex
- Artocarpus glaucus
- Artocarpus heterophyllus
- Artocarpus hirsutus
- Artocarpus hispidus
- Artocarpus integer
- Artocarpus kemando
- Artocarpus lakoocha
- Artocarpus lanceifolius
- Artocarpus lowii
- Artocarpus maingayi
- Artocarpus mariannensis
- Artocarpus nitidus
  - sous-espèce Artocarpus nitidus subsp. borneensis
  - sous-espèce Artocarpus nitidus subsp. griffithii
  - sous-espèce Artocarpus nitidus subsp. humilis
  - sous-espèce Artocarpus nitidus subsp. lingnannensis
- Artocarpus odoratissimus
- Artocarpus ovatus
- Artocarpus petelotii
- Artocarpus rigidus
- Artocarpus scortechinii
- Artocarpus sepicanus
- Artocarpus sericicarpus
- Artocarpus styracifolius
- Artocarpus subrotundifolius
- Artocarpus tamaran
- Artocarpus tonkinensis
- Artocarpus treculianus
- Artocarpus vriesianus